# The Bootleg Series Volumes 1–3 (Rare & Unreleased) 1961–1991
The Bootleg Series Volumes 1–3 (Rare & Unreleased) 1961–1991 – 3-dyskowy album kompilacyjny gromadzący rzadkie i niepublikowane utwory nagrane przez Boba Dylana w latach 1961–1991.

## Historia i charakter albumu
W marcu ukazał się pierwszy album z nowej serii albumów Dylana The Bootleg Series. Tytuł sugeruje, że na albumach tych znajdą się utwory rzadkie i oficjalnie niepublikowane, które dotychczas – przynajmniej w jakiejś części – były wydawane na bootlegach.
Producentem był i wyboru dokonał tenże sam Jeff Rosen, który przygotował poprzednie tego typu wydawnictwo Biograph.
Rosen zebrał 58 utworów ułożonych chronologicznie, co wyraźniej pokazuje rozwój Dylana, uwalnianie jego kreatywności, ale i klęski. Każdy z utworów został omówiony w 24-stronicowej (24 str. CD, 36 str. LP i 62 str. reedycja z 2017 roku) broszurce przez Johna Bauldiego. Oprócz tego do każdego utworu dołączony jest opis techniczny z takimi danymi jak: autorstwo, prawa autorskie, miejsce i czas nagrania, sesja nagraniowa, producent sesji oraz spis muzyków wykonujących daną piosenkę (oraz na jakich instrumentach grają).

## Muzycy
- Bob Dylan – gitara, harmonijka, śpiew (solo: dysk 1 (I): 1, 2, 3, 4, 5, 6, 7, 8, 9, 10, 11, 13, 14, 15, 16, 17, 18, 19, 20, 21, 22; dysk 2 (II): 1, 2, 3, 4, 5, 6)
- nieznany drugi gitarzysta – 12
- Al Gorgone – gitara (II; 7)
- Kenny Rakin – gitara (II; 7)
- Paul Griffin – instrumenty klawiszowe (II; 7, 8, 10)
- Joseph Macho Jr. – gitara basowa (II; 7)
- Bobby Gregg – perkusja (II; 7, 8, 10, 11)
- Mike Bloomfield – gitara (II; 8, 9, 10)
- Al Kooper – organy (II; 8, 9, 10, 11)
- Harvey Brooks – gitara basowa (II; 8, 9, 10)
- Robbie Robertson – gitara (II; 11, 12, 13, 14, 17)
- Rick Danko – gitara basowa (II; 11, 12, 13, 14, 17)
- Garth Hudson – organy (II; 12, 13, 14, 17)
- Richard Manuel – pianino (II; 12, 13, 14, 17)
- Sandy Konikoff – perkusja (II; 12)
- Levon Helm – perkusja, śpiew (II; 13, 14, 17)
- George Harrison – gitara (II; 15)
- Charlie Daniels – gitara basowa (II; 15)
- Russ Kunkel – perkusja (II; 15)
- nieznany gitarzysta – (II, 15)
- Ben Keith – elektryczna gitara hawajska (II; 16)
- Russell Bridges – gitara basowa (II; 16)
- Kenneth Buttrey – (II; 16)
- Tony Brown – gitara basowa (II; 18,19, 20)
- Charles Brown, III – gitara (II; 18, 19*III; 1)
- Eric Weissberg – gitara (II; 18, 19*III; 1)
- Barry Kornfeld – gitara (II; 18, 19*III; 1)
- Thomas McFaul – instrumenty klawiszowe (II; 19)
- Richard Crooks – perkusja (II; 19)
- Scarlet Rivera – skrzypce (III; 2, 4)
- Rob Stoner – gitara basowa (III; 2, 3)
- Howie Wyeth – perkusja (III; 2, 3)
- Emmylou Harris – chórki (III; 2)
- Erik Frandsen – gitara slide (III; 3)
- Sugarblue – harmonijka (III; 3)
- T-Bone Burnett – gitara (III; 4)
- Steven Soles – gitara (III; 4)
- Mick Ronson – gitara (III; 4)
- Bob Neuwirth – gitara (III; 4)
- David Mansfield – mandolina (III; 4)
- Gary Burke – kongi (III; 4)
- Mark Knopfler – gitara (III; 5, 10, 11, 12, 13, 14)
- Barry Beckett – instrumenty klawiszowe (III; 5)
- Tim Drummond – gitara basowa (III; 5, 7, 8, 9)
- Pick Withers – perkusja (III; 5)
- Fred Tackett – gitara (III, 6, 8, 9)
- Jennifer Warnes – śpiew towarzyszący (III; 6)
- Danny Kortchmar – gitara (III; 7)
- Steve Ripley – gitara (III; 7)
- Ben Tench – organy (III; 7, 8, 9)
- Jim Keltner – perkusja (III; 7, 8, 9)
- Clydie King – śpiew towarzyszący (III; 7, 8, 9)
- Regina Harris – śpiew towarzyszący (III; 8, 9)
- Carolyn Dennis – śpiew towarzyszący (III; 8, 9)
- Mick Taylor – gitara (III; 10, 11, 12, 13)
- Alan Clark – instrumenty klawiszowe (III; 10, 11, 12, 13)
- Robbie Shakespeare – gitara basowa (III; 10, 11, 12, 13, 15)
- Sly Dunbar – perkusja (III; 10, 11, 12, 13, 15)
- Full Force – chórek (III; 11)
- Little Steven – gitara (III; 15)
- Roy Bittan – instrumenty klawiszowe (III; 15)
- Daniel Lanois – gitara, 12-str. gitara, gitara basowa, instrumenty perkusyjne (III; 16)
- Mason Ruffner – gitara (III; 16)
- Glen Fukunaga – gitara basowa (III; 16)
- Roddy Colonna – perkusja (III; 16)
- Cyril Neville – bęben mówiący (III; 16)

## Spis utworów
Wszystkie piosenki autorstwa Boba Dylana, poza zaznaczonymi. Dylan jest także autorem aranżacji utworów tradycyjnych

### Pierwszy dysk
1. Hard Times in New York Town – (22 grudnia 1961); tzw. „Minnesota Hotel Tape,” taśma nagrana przez Tony’ego Glovera w domu.
2. He Was a Friend of Mine – (20 listopada 1961); Bob Dylan, odrzut (trad.)
3. Man on the Street – (22 listopada 1961); Bob Dylan odrzut
4. No More Auction Block – (październik 1962); z koncertu w Gaslight Cafe, Greenwich Village; (trad.)
5. House Carpenter – (22 listopada 1961) Bob Dylan odrzut; (trad.)
6. Talkin' Bear Mountain Picnic Massacre Blues – (25 kwietnia 1962) The Freewheelin’ Bob Dylan odrzut;
7. Let Me Die in My Footsteps – (25 kwietnia 1962) The Freewheelin’ Bob Dylan odrzut
8. Rambling, Gambling Willie – (24 kwietnia 1962) The Freewheelin’ Bob Dylan odrzut
9. Talkin' Hava Negeilah Blues – (25 kwietnia 1962) The Freewheelin’ Bob Dylan odrzut
10. Quit Your Low Down Ways – (9 lipca 1962) The Freewheelin’ Bob Dylan odrzut
11. Worried Blues – (9 lipca 1962) The Freewheelin’ Bob Dylan odrzut (trad.)
12. Kingsport Town – (14 listopada 1962) The Freewheelin’ Bob Dylan odrzut; (trad.)
13. Walkin’ Down the Line – (1963) piosenka demonstracyjna (demo) dla Witmark Music Publishing Company
14. Walls of Red Wing – (25 kwietnia 1963) The Freewheelin’ Bob Dylan odrzut
15. Paths of Victory – (August 12, 1963) The Times They Are a-Changin’ odrzut
16. Talkin’ John Birch Paranoid Blues – (26 października 1963) koncert w Carnegie Hall
17. Who Killed Davey Moore – (26 października 1963) koncert w Carnegie Hall
18. Only a Hobo – (12 sierpnia 1963) The Times They Are a-Changin’ odrzut
19. Moonshiner – (12 sierpnia 1963) The Times They Are a-Changin’ odrzut; (trad.)
20. When the Ship Comes In – (1962) piosenka demonstracyjna (demo) dla Witmark Music Publishing Company
21. The Times They Are a-Changin’ – (1963) piosenka demonstracyjna (demo) dla Witmark Music Publishing Company
22. Last Thoughts on Woody Guthrie – (12 kwietnia 1963) wiersz recytowany podczas koncertu w Town Hall

### Drugi dysk
1. Seven Curses – (6 sierpnia 1963) The Times They Are a-Changin’ odrzut
2. Eternal Circle – (24 października 1963) The Times They Are a-Changin’ odrzut
3. Suze (The Cough Song) – (24 października 1963) The Times They Are a-Changin’ odrzut
4. Mama, You Been on My Mind – (9 czerwca 1964) Another Side of Bob Dylan odrzut
5. Farewell, Angelina – (13 stycznia 1965) Bringing It All Back Home odrzut
6. Subterranean Homesick Blues – (13 stycznia 1965) Bringing It All Back Home alternatywny (wersja akustyczna)
7. If You Gotta Go, Go Now (Or Else You Got to Stay All Night) – (15 stycznia 1965) Bringing It All Back Home odrzut
8. Sitting on a Barbed Wire Fence – (15 czerwca 1965) Highway 61 Revisited odrzut
9. Like a Rolling Stone – (15 czerwca 1965) próba w studiu
10. It Takes a Lot to Laugh, It Takes a Train to Cry – (15 czerwca 1965) Highway 61 Revisited alternatywny
11. I'll Keep It with Mine – (27 stycznia 1966) próba w studiu
12. She’s Your Lover Now – (21 stycznia 1966) Blonde on Blonde odrzut
13. I Shall Be Released – (jesień 1967) The Basement Tapes
14. Santa-Fe – (jesień 1967) Basement Tape
15. If Not for You – (1 maja 1970) New Morning alternatywny
16. Wallflower – (4 listopada 1971) uprzednio niewydane nagranie
17. Nobody 'Cept You – (2 listopada 1973) Planet Waves odrzut
18. Tangled Up in Blue – (16 września 1974) Blood on the Tracks alternatywny
19. Call Letter Blues – (16 września 1974) Blood on the Tracks odrzut
20. Idiot Wind – (19 września 1974) Blood on the Tracks alternatywny

### Trzeci dysk
1. If You See Her, Say Hello – (16 września 1974) Blood on the Tracks alternatywny
2. Golden Loom – (30 lipca 1975) Desire odrzut
3. Catfish – (28 lipca 1975) Desire odrzut (Dylan/Levy)
4. Seven Days – (21 kwietnia 1976) koncert, Tampa, Floryda
5. Ye Shall Be Changed – (2 maja 1979) Slow Train Coming odrzut
6. Every Grain of Sand – (23 września 1980) demonstracyjne nagranie (demo) dla Special Rider Music
7. You Changed My Life – (23 kwietnia 1981) Shot of Love odrzut
8. Need a Woman – (4 maja 1981) Shot of Love odrzut
9. Angelina – (4 maja 1981) Shot of Love odrzut
10. Someone's Got a Hold of My Heart – (25 kwietnia 1983) wczesna wersja Tight Connection to My Heart z Empire Burlesque
11. Tell Me – (21 kwietnia 1983) Infidels odrzut
12. Lord Protect My Child – (3 maja 1983) Infidels odrzut
13. Foot of Pride – (25 kwietnia 1983) Infidels odrzut
14. Blind Willie McTell – (5 maja 1983) Infidels odrzut
15. When the Night Comes Falling from the Sky – (19 lutego 1985) Empire Burlesque alternatywny
16. Series of Dreams – (23 marca 1989/overdubbing styczeń 1991) Oh Mercy odrzut

## Opis płyty
- Producent – Jeff Rosen
- Wybór utworów – Jeff Rosen
- Asystent produkcji – Diane Lapson, Debbie Sweeney, Vickie Mathis, Margarita Miller, Irene Provisiero, Kathi and Sam, Lauren Oliver
- Miksowanie odrzutów Columbii – Mark Wilder i Tim Geelan
- Studio – The Sony Music Studio Operations, Nowy Jork
- Miksowanie odrzutów z Shot of Love, Desire, Planet Waves – Jim Ball
- Studio – RPM Studio, Nowy Jork
- Miksowanie odrzutów ze Slow Train Coming, Infidels, Empire Burlesque – Josh Abbey
- Studio – Power Station, Nowy Jork
- Cyfrowy mastering – Mark Wilder
- Autor tekstu – John Bauldie
- Kierownictwo artystyczne – Chris Austopchuk, Nicky Lindeman
- Fotografia na przodzie okładki – Don Hunstein
- Fotografia na okładce broszurki – Morgan Renard
- Koordynator produkcji i badania rynku – Steve Berkowitz
- Koordynator A & R – Don DeVito, Rick Chertoff, Mike Gallelli
- Menedżer całości opakowania – Sandy Lorenzo, Liz Cataldo
- Sony Music Studio Operations – Rob Grabowski, Amy Herot, Risa Kantor, Vicky Petrella
- Czas – 35 min. 31 sek.
- Firma nagraniowa – Columbia
- Numer katalogowy – C3K 65302
- Data wydania – 11 września 1990

## Listy przebojów

### Album
| Rok  | Lista                           | Pozycja |
| ---- | ------------------------------- | ------- |
| 1991 | Billboard USA. Albumy popowe    | 49      |
| 1991 | Melody Maker USA. Albumy popowe | 32      |